# Zonder Ernst
Zonder Ernst was een Nederlandse comedyserie die uitgezonden werd van 28 september 1992 tot 10 mei 1998 door de NCRV. Sinds 2010 werd de serie regelmatig herhaald op Comedy Central Family. In 2015 werd de serie herhaald op NPO Best. De serie is gebaseerd op de Engelse comedyserie After Henry.

## Verhaal
De serie draait om Jet Valkenburg (in de eerste 2 seizoenen vertolkt door Trudy Labij, in de latere seizoenen door Sjoukje Hooymaayer), ze is nog niet zo lang weduwe en moet wennen aan een leven zonder haar man Ernst. Jets moeder, Frédérique (Ellen Vogel), woont bij haar dochter in. Ook Klaartje (Ellemijn Veldhuijzen van Zanten), de dochter van Jet, woont nog thuis. De drie vrouwen hebben het gezellig maar worden ook gek van elkaars bemoeizucht. Jet brengt daarom veel tijd door bij haar goede vriend, Michiel (In seizoen 1 vertolkt door Carol van Herwijnen, daarna door Marnix Kappers). Hij runt een antiquariaat, genaamd De Boekenstal. Ook Jet werkt bij het antiquariaat. Frédérique heeft regelmatig haar vriendin Vera Polman (Elisabeth Versluys) op bezoek.

## Rolverdeling
| Personage                  | Acteur/actrice                  | Periode     |
| -------------------------- | ------------------------------- | ----------- |
| Henriëtte (Jet) Valkenburg | Trudy Labij                     | (1992-1994) |
| Henriëtte (Jet) Valkenburg | Sjoukje Hooymaayer              | (1994-1998) |
| Klaartje Valkenburg        | Ellemijn Veldhuijzen van Zanten | (1992-1998) |
| Frédérique Asselberg       | Ellen Vogel                     | (1992-1998) |
| Michiel Bruinink           | Carol van Herwijnen             | (1992-1993) |
| Michiel Bruinink           | Marnix Kappers                  | (1993-1998) |

### Terugkerende gastrollen
| Personage         | Acteur/actrice        | Opmerking               |
| ----------------- | --------------------- | ----------------------- |
| Vera Polman       | Elisabeth Versluys    |                         |
| Mies Witteveen    | Coby Timp             |                         |
| Dr. Bob ten Veen  | Hans Man in 't Veld   |                         |
| Peter van Wissen  | Hans Cornelissen      |                         |
| Karel Hartman     | Jan Simon Minkema     |                         |
| Gerard            | Ton Kuyl              | (in het eerste seizoen) |
| Anton van Voorst  | Ton Kuyl              | (in latere seizoenen)   |
| Frans Huizinga    | Hugo Metsers          |                         |
| Machteld Huizinga | Lies de Wind          |                         |
| Reinout Klaver    | Yorick van Wageningen |                         |
| Reinout Klaver    | Frank Schaafsma       |                         |
| Tommy             | Hans Breetveld        | (in het vijfde seizoen) |
| Tommy             | Erik de Vries         | (in het zesde seizoen)  |
| Pieter Beekestein | René van Asten        |                         |
| Olav Beekestein   | Casper van Bohemen    |                         |

## Afleveringen

### Seizoen 1 (1992-1993)
| Aflevering (seizoen) | Aflevering (serie) | Titel                     | Uitzenddatum      |
| -------------------- | ------------------ | ------------------------- | ----------------- |
| 1                    | 1                  | De oudere man             | 28 september 1992 |
| 2                    | 2                  | Het antwoordapparaat      | 5 oktober 1992    |
| 3                    | 3                  | Intellectuele bijscholing | 12 oktober 1992   |
| 4                    | 4                  | De theepot                | 19 oktober 1992   |
| 5                    | 5                  | Rode rozen                | 26 oktober 1992   |
| 6                    | 6                  | Openbare geheimen         | 2 november 1992   |
| 7                    | 7                  | Geheimtaal                | 9 november 1992   |
| 8                    | 8                  | De efficiente zakenvrouw  | 16 november 1992  |
| 9                    | 9                  | Roddelpraat               | 23 november 1992  |
| 10                   | 10                 | Alarm                     | 30 november 1992  |
| 11                   | 11                 | Mankementen               | 7 december 1992   |
| 12                   | 12                 | Liefdadigheid             | 14 december 1992  |
| 13                   | 13                 | Theater                   | 28 december 1992  |

### Seizoen 2 (1993-1994)
| Aflevering (seizoen) | Aflevering (serie) | Titel                 | Uitzenddatum     |
| -------------------- | ------------------ | --------------------- | ---------------- |
| 1                    | 14                 | Griep                 | 27 oktober 1993  |
| 2                    | 15                 | Bankgeheimen          | 3 november 1993  |
| 3                    | 16                 | Foto-album            | 10 november 1993 |
| 4                    | 17                 | Een laatste kans      | 17 november 1993 |
| 5                    | 18                 | Verre familie         | 24 november 1993 |
| 6                    | 19                 | Eigen haard           | 1 december 1993  |
| 7                    | 20                 | Gezinsuitbreiding     | 8 december 1993  |
| 8                    | 21                 | Ja en Nee             | 15 december 1993 |
| 9                    | 22                 | De getrouwde man      | 22 december 1993 |
| 10                   | 23                 | Nog een getrouwde man | 29 december 1993 |
| 11                   | 24                 | Vragen                | 5 januari 1994   |
| 12                   | 25                 | De dader              | 12 januari 1994  |
| 13                   | 26                 | Vakantie              | 19 januari 1994  |

### Seizoen 3 (1994-1995)
| Aflevering (seizoen) | Aflevering (serie) | Titel                 | Uitzenddatum     |
| -------------------- | ------------------ | --------------------- | ---------------- |
| 1                    | 27                 | Jet in de put         | 4 december 1994  |
| 2                    | 28                 | Jarige Jet            | 11 december 1994 |
| 3                    | 29                 | Vergeven en vergeten  | 18 december 1994 |
| 4                    | 30                 | Roman Of Romance      | 1 januari 1995   |
| 5                    | 31                 | Allemaal mee-eten     | 8 januari 1995   |
| 6                    | 32                 | Hoe Meer Zielen       | 15 januari 1995  |
| 7                    | 33                 | Studeren Doet Begeren | 22 januari 1995  |
| 8                    | 34                 | Samen-Wonen           | 29 januari 1995  |
| 9                    | 35                 | Kaarten Op Tafel      | 5 februari 1995  |
| 10                   | 36                 | Niemendalletjes       | 12 februari 1995 |
| 11                   | 37                 | Andermans Boeken      | 19 februari 1995 |
| 12                   | 38                 | Vervelende klusjes    | 26 februari 1995 |
| 13                   | 39                 | Het ja-woord          | 5 maart 1995     |

### Seizoen 4 (1996)
| Aflevering (seizoen) | Aflevering (serie) | Titel                  | Uitzenddatum     |
| -------------------- | ------------------ | ---------------------- | ---------------- |
| 1                    | 40                 | Vertrekken             | 25 februari 1996 |
| 2                    | 41                 | Verhuizen              | 3 maart 1996     |
| 3                    | 42                 | Het kan vreemd gaan    | 10 maart 1996    |
| 4                    | 43                 | De regels van het huis | 17 maart 1996    |
| 5                    | 44                 | Kleren maken de man    | 24 maart 1996    |
| 6                    | 45                 | Echt of onecht         | 31 maart 1996    |
| 7                    | 46                 | Nachtbraken            | 7 april 1996     |
| 8                    | 47                 | Mallorca               | 14 april 1996    |
| 9                    | 48                 | Door dik en dun        | 21 april 1996    |
| 10                   | 49                 | Leuk voor later        | 28 april 1996    |
| 11                   | 50                 | Scheve oogjes          | 5 mei 1996       |
| 12                   | 51                 | Zwijgen is goud        | 12 mei 1996      |
| 13                   | 52                 | Oost west, thuis best  | 19 mei 1996      |

### Seizoen 5 (1997)
| Aflevering (seizoen) | Aflevering (serie) | Titel            | Uitzenddatum     |
| -------------------- | ------------------ | ---------------- | ---------------- |
| 1                    | 53                 | Hartzeer         | 26 januari 1997  |
| 2                    | 54                 | Inpakken         | 2 februari 1997  |
| 3                    | 55                 | Ah...sociaal     | 9 februari 1997  |
| 4                    | 56                 | Uitgekaart       | 16 februari 1997 |
| 5                    | 57                 | Superjob         | 23 februari 1997 |
| 6                    | 58                 | Vrouwvriendelijk | 2 maart 1997     |
| 7                    | 59                 | Privacy          | 9 maart 1997     |
| 8                    | 60                 | Pandverbeuren    | 16 maart 1997    |
| 9                    | 61                 | De wereldreis    | 23 maart 1997    |
| 10                   | 62                 | Depri en Depri   | 30 maart 1997    |
| 11                   | 63                 | Klare taal       | 6 april 1997     |
| 12                   | 64                 | Het interview    | 13 april 1997    |
| 13                   | 65                 | Kind noch kraai  | 20 april 1997    |

### Seizoen 6 (1998)
| Aflevering (seizoen) | Aflevering (serie) | Titel                  | Uitzenddatum     |
| -------------------- | ------------------ | ---------------------- | ---------------- |
| 1                    | 66                 | Zwart op wit           | 8 februari 1998  |
| 2                    | 67                 | Hokken en verbouwen    | 15 februari 1998 |
| 3                    | 68                 | Van vaders kant        | 22 februari 1998 |
| 4                    | 69                 | Namen noemen           | 1 maart 1998     |
| 5                    | 70                 | Alleen is maar alleen  | 8 maart 1998     |
| 6                    | 71                 | Op de man af           | 15 maart 1998    |
| 7                    | 72                 | Geld speelt (g)een rol | 22 maart 1998    |
| 8                    | 73                 | La vie en rose         | 29 maart 1998    |
| 9                    | 74                 | Visite visite          | 12 april 1998    |
| 10                   | 75                 | Valse nichten          | 19 april 1998    |
| 11                   | 76                 | Hoera... een baby!     | 26 april 1998    |
| 12                   | 77                 | Wie past op wie        | 3 mei 1998       |
| 13                   | 78                 | Daar komt de bruid     | 10 mei 1998      |